# Berrien Springs
Pour les articles homonymes, voir Berrien.
Berrien Springs est un village du Comté de Berrien dans l'État du Michigan aux États-Unis. La population était de 1 862 individus en 2000.

## Histoire
Berrien Springs, tout comme le comté de Berrien, doit son nom à John M. Berrien ; « Springs » a été rajouté après la découverte sur son territoire d'une source.

## Culture
Berrien Springs est la « capitale mondiale (autoproclamée) du cornichon de Noël » : chaque année, au mois de décembre s'y tient un festival et une parade, lors de laquelle sont distribués des cornichons frais.